# Holissus
Holissus is een geslacht van spinnen behorend tot de familie celspinnen (Dysderidae). Het geslacht kent slechts één soort, voor het eerst wetenschappelijk beschreven in 1914 door Eugène Simon.

## Soort
- Holissus unciger Simon, 1882